# Mare Duce
Mare duce (feminin: mare ducesă) este un titlu ereditar⁠(d) european folosit fie pentru anumiți monarhi, fie pentru membrii unor familii nobiliare din cadrul unor monarhii.  În mod tradițional, el se situează în ordinea de precedență⁠(d) sub titlul de împărat sau rege, și mai presus de cel de principe suveran sau duce suveran. Este folosit în unele actuale și foste monarhii din Europa, în special: 
- în actualul Mare Ducat al Luxemburgului
- în trecut, de suveranii unor foste țări independente, cum ar fi: Toscana (între 1569 și 1860, acum parte a Italiei); Baden, Hessa, Oldenburg, Mecklenburg-Schwerin, Mecklenburg-Strelitz și Saxa-Weimar — mari ducate din 1815 până în 1918, toate astăzi parte din Germania
- în trecut, și pentru unele țări din Europa de Est și de Nord-Est, cum ar fi Marele Ducat al Finlandei și Marele Ducat al Lituaniei.
- monarhii autoproclamate ale mai multor micronațiuni revendică dreptul de folosire a titlului.

În unele limbi slave, în loc de „duce” se folosește un termen traductibil în română și drept „cneaz”. 

## Legături externe
Materiale media legate de Mare Ducele la Wikimedia Commons